# 宗峰妙超
宗峰妙超（しゅうほうみょうちょう）は、鎌倉時代末期の臨済宗の僧。一般には大燈国師の名で知られている。
諱は妙超、道号は宗峰。播磨（兵庫県）の出身。同国浦上荘の豪族・浦上氏の一族・浦上一国（掃部入道覚性）と赤松則村（円心）の姉との間に生まれた。朝廷から興禅大灯、高照正灯の国師号が与えられた。京都の大徳寺の開山。　

## 経歴
11歳の時、地元の大寺院である書写山圓教寺に入り、天台宗を学ぶが、のち禅宗にめざめ、鎌倉の高峰顕日、京の南浦紹明（大応国師）に参禅。南浦紹明が鎌倉の建長寺に移るにしたがって宗峰も鎌倉入りし、徳治2年（1307年）、26歳のとき、師から印可を得た。嗣法の後、約20年草庵にあって京都で乞食行（こつじきぎょう）をする。修行に励むが、峻烈無比の禅風の故に近づく人も少なかった。
正和4年（1315年）（元応元年＝1319年とも）、叔父の赤松則村（円心）の帰依を受け、洛北紫野の地に小堂「大徳庵」を建立した。これが「大徳寺」の起源とされる。花園天皇は宗峰に帰依し、正中2年（1325年）、大徳寺を祈願所とする院宣を発している。このころ、正中の宗論にて融和を説いて収めた。門下に関山慧玄がいる。
建武3年（1336年）頃、後醍醐天皇から大徳寺に下総国葛西御厨の替地として妙超ゆかりの地である播磨国浦上庄を寄進される。その際、妙超は浦上庄の半分を自分の一族に分配する事を申し出ると天皇はこれを承認し、妙超の一族である浦上為景にその旨を伝える綸旨を発行した。
この時、浦上庄半分地頭職を得た「浦上為景とその一族」の子孫は後に赤松氏被官となって守護代や侍所所司代などを務め、室町時代から戦国時代にかけてこの地方で権勢を揮った。
建武4年（1337年）、妙超は病に伏し重態となるが、花園法皇の求めに応じて、妙超没後に花園法皇が師とすべき禅僧として、弟子の関山慧玄を推挙した。
また、花園法皇が花園の離宮を「禅寺」とするにつき、その山号寺号を正法山妙心寺と命名し、その年の12月22日（1338年1月13日）、妙超は死去。妙心寺では、この建武4年を開創の年とし、妙超の遺命を受けた関山慧玄が開山となっている。

## 人物
禅風は厳格で、容赦ない厳しさをもって人に接し、深く自己の悟境を掘り下げていくことを重視し、唐代の禅風の復活を志向した。自ら公案をつくって弟子を育成し、教化においてはほとんど方便を使わず、正面より禅の極みを打ち出した。
師の南浦紹明（大応国師）から宗峰妙超（大灯国師）を経て関山慧玄へ続く法系を「応灯関」といい、現在、日本臨済宗はみなこの法系に属する。著述には『大灯国師語録』『仮名法語』『祥雲夜話』などがある。
能書家としても知られ、宋風の書を能くした。財津永次によれば、宗峰妙超の黄庭堅風の書風は、宸翰様の名手である後醍醐天皇にも影響を与えたという。2020年時点で、5件の墨蹟が国宝に指定されている。

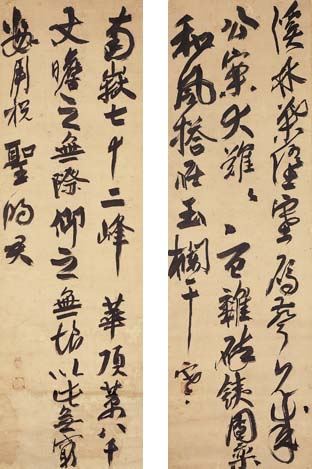
大燈国師墨蹟 渓林偈南獄偈（正木美術館蔵、国宝）
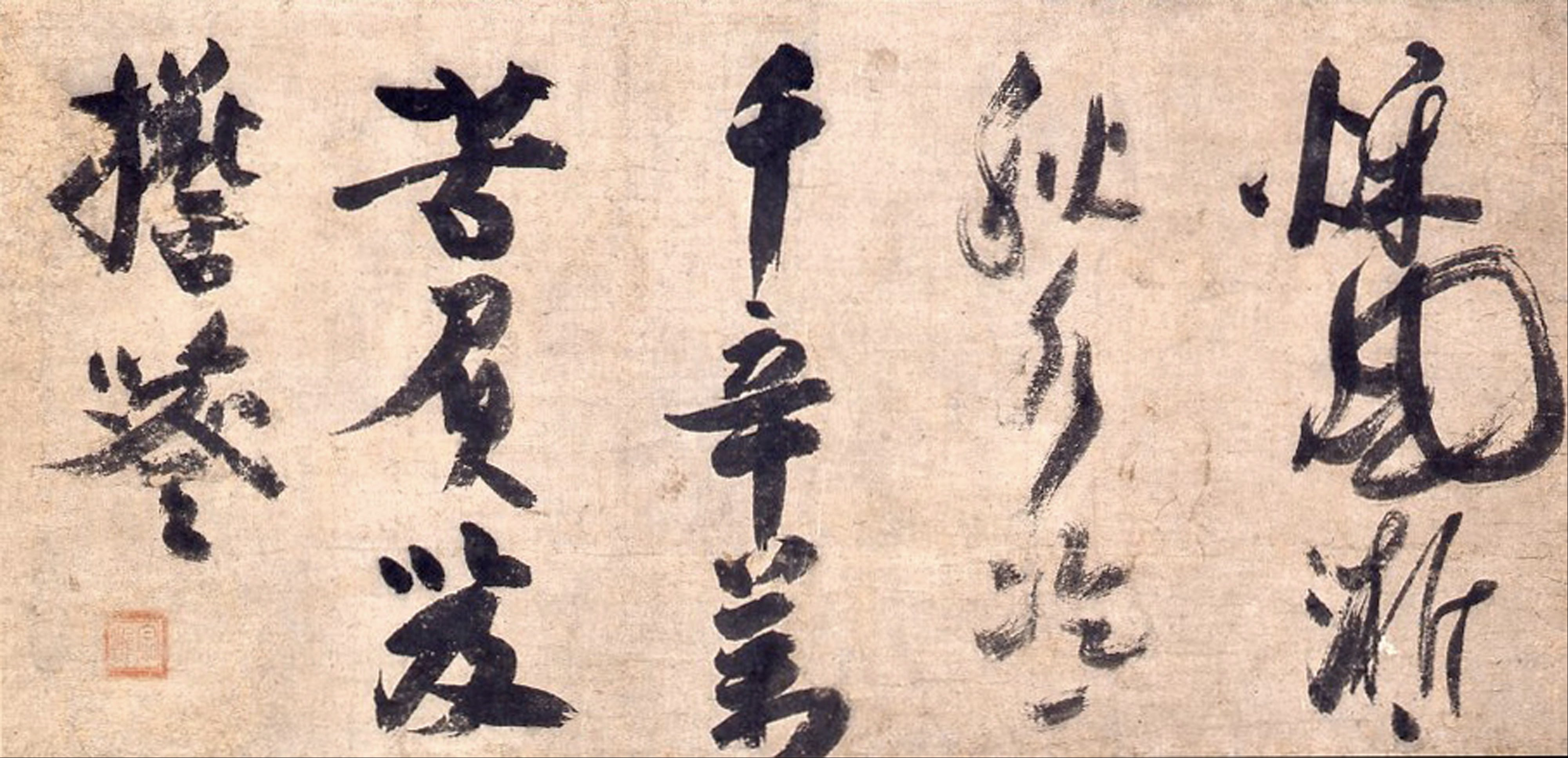
大燈国師墨蹟 秋風偈（MOA美術館蔵） 「秋風淅々、秋水冷々、千辛萬苦、笈（きゅう）を負い簦（とう）を擔（にな）う」

## 伝記・著作

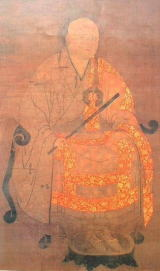
大燈国師像 大徳寺蔵 建武元年（1334年） 国宝

- 平野宗浄著・訳 『大燈 大徳寺語録・頌古』 講談社〈禅入門4〉、1994年 ISBN 978-4-062-50204-7
  - 初版（上記は一部改訂） 『大燈 日本の禅語録 第6巻』 同、1978年
  - 選書判（抄録）『禅の古典3 大燈国師語録』 同、1983年
- 平野宗浄 「大燈国師―その生涯と禅風」ほか、『一休と禅』（春秋社、1998年 ISBN 978-4-393-14107-6）、第2章に所収。
- 竹貫元勝 『宗峰妙超 大燈を挑げ起して』 ミネルヴァ書房〈ミネルヴァ日本評伝選〉、2008年 ISBN 978-4-623-05070-3

## 挿話
- 宗峰妙超は、まくわ瓜が好きであった。妙超が乞食の群れの中にいることを知った花園天皇は役人に高札を立てさせ、某日まくわ瓜を乞食にただで与える旨を布告した。当日、役人がまくわ瓜を求める乞食の群れに向かって「脚なくして来たれ」というと、乞食の一人がすかさず「無手で渡せ」と答えたので妙超であることが判ってしまった。
- 妙超が花園天皇と初めて対座したとき、あまりに妙超が堂々としているので、天皇が「仏法不思議、王法と対坐す」というと、妙超はすかさず「王法不思議、仏法と対坐す」とやりかえした。
- 「妙超弱齢にして法を顕密の家に問ふて心に快からず、すなはち元に入りて法を求めんと欲し、つひに博多に赴く。たまたま僧紹明が元より帰るにあふ。これにおいて参禅す。ときに超妻子あり、恩愛の欲を絶たんがために妻をして酒を買はしめ、ひとり戸を鎖してその二歳の児を殺し、これを串にして炙る。妻還りてこれを見て怪しむに及んで、すははち炙れる児をくらって以て飲む、妻熟視して大いに叫喚して出づ。超もまた出づ。これすなはち紫野の大燈国師なり。」（『羅山文集』巻五十六、告禅徒の条）

## 大燈国師の投機の偈
禅宗で詠まれる漢詩を、偈（げ）、偈頌（げじゅ）、詩偈（しげ）、法語、香語などと言う。一般の漢詩は、自然や人生などを詠んだものが多いのに対して、禅宗の漢詩は、禅の境地を詠んだものが中心である。それには、禅や仏教の専門用語が用いられることが多く、その意味を理解するのは、一般的に難解である。
また、投機の偈（とうきのげ）とは、悟りを開いた時に詠んだ漢詩である。
大燈国師は師匠である大応国師に与えられた雲門の関という「公案」（禅宗で参禅者に座禅工夫させる課題。古徳の難問が出される）で大きく悟りを開いた（大悟した）。その時の投機の偈（とうきのげ）が残されている。
一回透得雲關了　南北東西活路通　夕處朝遊沒賓主　脚頭脚底起淸風　
「一回雲関を透得し了って、南北東西活路を通ず。夕処朝遊　賓主を没し、脚頭脚底　清風を起こす」
意味は「ひとたび雲門の関を通過して終わってしまえば、東西南北あらゆるところで、何をしようが自由自在である。そこにはいつでも主客の別もない。迷いも悟りもない。あの足取りは頭のてっぺんからつま先まで、徹底的に清浄な澄みきった風を巻き起こすのだ。」